# Xamal (vent)
El xamal (àrab: شمال, xamāl, literalment ‘nord’) és un vent del nord-oest que bufa sobre Iraq i els estats del golf Pèrsic (inclosos Aràbia Saudita i Kuwait), sovint fort durant el dia, però que va decreixent cap a la nit. Aquest efecte climàtic succeeix a qualsevol lloc des d'un fins a molts cops l'any, principalment a l'estiu, però de vegades també a l'hivern. El vent resultant normalment crea grans tempestes de pols que impacten a l'Iraq, essent la major part de la sorra provinent de Jordània i Síria.